# Петуховка (Осиновский сельсовет)
Петуховка (бел. Петухоўка) — деревня в составе Осиновского сельсовета Чаусского района Могилёвской области Республики Беларусь.

## Население
- 2010 год — 228 человек